# Salix schwerinii
Salix schwerinii är en videväxtart som beskrevs av E. Wolf. Salix schwerinii ingår i släktet viden, och familjen videväxter. Inga underarter finns listade i Catalogue of Life.